# Karel Kavička
Karel Kavička (* 20. června 1940, Prostějov) je český archivář, publicista, regionální historik a v letech 1997 až 2000 kancléř arcibiskupství olomouckého. Publikoval řadu popularizačních prací k církevní architektuře a křesťanskému umění. Je emeritním ředitelem Arcidiecézního archivu v Olomouci. Je ženatý a má tři děti.[zdroj?]

## Životopis
Vystudoval střední Pedagogickou školu v Olomouci a Pedagogický institut v Olomouci (1963). Do roku 1970 učil, mezi léty 1970–1990 však z politických důvodů nemohl vyučovat a živil se jako dělník. Po sametové revoluci byl ředitelem Městského kulturního střediska v Prostějově. Od roku 1997 pracoval na Arcibiskupství olomouckém nejprve jako kancléř (1997–2000), později jako vedoucí Arcidiecézního archivu (2000–2012). V roce 2003 získal titul PhDr.

## Dílo
- Pražská legenda, ve spolupráci s prof. Václavem Mathauserem připravil I. české knižní vydání Pražské legendy od Václava Renče. Praha 1994
- Prostějov. Děkanský farní kostel Povýšení svatého Kříže. Starý Velehrad 2003
- Prostějov - farní kostel sv. Petra a Pavla. Starý Velehrad 2004
- Prostějov - Klášterní kostel sv. Jana Nepomuckého. Starý Velehrad 2005
- Kroměříž - kolegiátní a farní kostel sv. Morice. Starý Velehrad 2006
- Praha - Mariánský sloup na Staroměstském náměstí, s Janem Bradnou. Starý Velehrad 2008
- Prostějov. Filiální kostel sv. Cyrila a Metoděje. Starý Velehrad 2009
- Dub nad Moravou. Proboštský, farní a poutní kostel Očišťování Panny Marie. Starý Velehrad 2010
- Prostějov. Klášterní kostel sv. Jana Nepomuckého. 2., upr. a rozš. vyd. Starý Velehrad 2010
- Chrám svatého Michala v Olomouci. Olomouc 2011
- Farní chrám Povýšení svatého Kříže v Prostějově. Prostějov 2013
- Poutní a farní chrám Páně Jména Panny Marie ve Křtinách. Brno 2014
- Farní kostel sv. Bartoloměje v Prostějově-Vrahovicích. Brno 2015
- Bílkova Křížová cesta v děkanském a farním kostele Povýšení sv. Kříže v Prostějově. Brno 2016
- Řeč i mlčení křížů, s Milošem Mlčochem, Brno 2017
- Jano Köhler, monografie moravského malíře a grafika. Brno 2018
- Svatý Jan Sarkander, monografie ke 400. výročí jeho mučednické smrti v Olomouci, nakl. Flétna 2020
- Mariánský sloup v Praze, monografie k 1. výročí obnovení Mariánského sloupu na Staroměstském náměstí v Praze. Flétna 2021

## Ocenění
V roce 2010 mu byla udělena Cena města Prostějova za rok 2009, kterou v roce 2014 vrátil na protest proti koalici s komunisty.
Další ocenění:
- Medaile sv. Jana Sarkandra (2012)
- Cena Olomouckého kraje za přínos v oblasti kultury 2018 za mimořádný přínos v oblasti literatury (2019)
- Stříbrná medaile sv. Cyrila a Metoděje (2020)
- Stříbrná medaile sv. Jana Sarkandra (2020)
- Pamětní medaile České biskupské konference (2021)
- Stříbrná medaile sv. Vojtěcha (2021)
- Řád sv. Řehoře Velikého (2022)